# Брокер

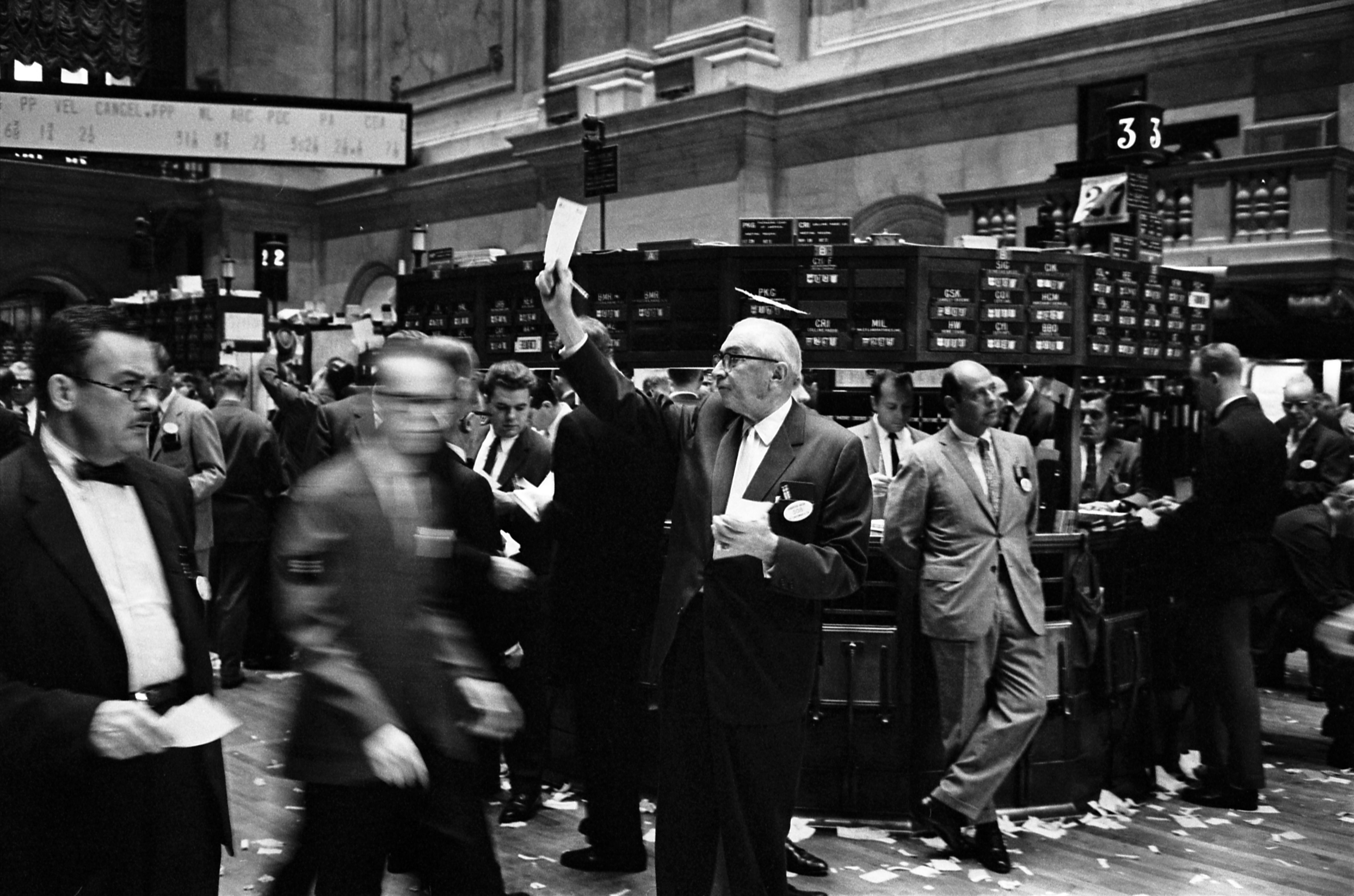
Брокеры Нью-Йоркской фондовой биржи

Бро́кер (от англ. broker — маклер, брокер, посредник) — юридическое лицо, выполняющее посреднические функции между продавцом и покупателем (на фондовой, товарной, валютной биржах), между страховщиком и страхователем (страховой брокер), между судовладельцем и фрахтователем. Брокер получает вознаграждение в виде комиссионных от суммы сделки либо в фиксированной сумме. Деятельность брокера основана на договоре поручения и договоре комиссии. Существует множество категорий брокеров, в частности, биржевой брокер, страховой брокер, фрахтовый брокер.
Брокерская деятельность на рынке ценных бумаг является лицензируемым видом деятельности. В Российской Федерации с 1 сентября 2013 года лицензия на осуществление брокерской деятельности выдаётся Центральным банком Российской Федерации. Ранее выдавалась Федеральной службой по финансовым рынкам (до 2004 года — Федеральной комиссией по рынку ценных бумаг).

## Категории брокеров

### Биржевой брокер
Биржевой брокер обязан иметь лицензию и быть зарегистрированным на бирже либо являться её членом. Брокер на рынке ценных бумаг — это торговый представитель, юридическое лицо, профессиональный участник рынка ценных бумаг, имеющий право совершать операции с ценными бумагами по поручению клиента и за его счёт или от своего имени и за счёт клиента на основании возмездных договоров с клиентом. Биржевой брокер может совершать сделки не напрямую, через специалистов по различным видам деятельности, а также через дилеров. Клиент даёт брокеру поручение на совершение сделки, включающее такие параметры, как количество, срок поставки, цена. Брокер обязан предоставлять отчёт обо всех совершённых от имени клиента операциях. Чаще всего операции на биржах осуществляются через брокерские конторы. Для операций на бирже используются брокерские счета, где хранятся деньги, выделенные клиентом на покупку ценных бумаг, а также полученный доход. Брокер также может выдать клиенту брокерский кредит под обеспечение ценными бумагами.
Представляющий брокер — это независимое физическое или юридическое лицо, которое принимает заявки от клиентов на заключение биржевых сделок, но сам не ведёт их счета и не принимает деньги или ценности в уплату депозита или маржи.
К брокерским услугам относится покупка или продажа ценных бумаг по поручениям клиентов. Для предоставления таких услуг участнику рынка необходима лицензия на осуществление брокерской деятельности. Также брокер может проконсультировать своего клиента по той или иной ценной бумаге и дать рекомендации о её приобретении. Для этого брокеры анализируют рынок (ценных бумаг, товарный рынок, валютный рынок) для выявления и прогнозирования тренда цен на тот или иной актив (см. также Независимая аналитика).

### Страховой брокер
Страховой брокер является самостоятельным субъектом страхового рынка, который за вознаграждение осуществляет брокерскую деятельность в страховании или перестраховании от своего имени в интересах своих клиентов (лиц, имеющих потребность в страховании или права требования к страховщику). Страховой брокер ищет для клиента подходящую компанию (группу компаний), предоставляющую оптимальные условия страхования. Если наступает страховой случай, брокер помогает клиенту получить возмещение. Страховой брокер также отвечает за уплату клиентом страховых взносов.

### Фрахтовый брокер
Фрахтовый (судовой) брокер специализируется на сделках на фрахтовой бирже: фрахтование судов, купля-продажа судов, транспортно-экспортные операции. За свою деятельность он получает вознаграждение (фрахтовую комиссию). Фрахтовой брокер имеет множество хорошо налаженных деловых контактов. Фрахтовые брокеры выступают друг перед другом и перед клиентами в качестве гарантов добросовестности партнёров по сделке. Брокеры-аквизиторы обслуживают международное линейное судоходство, на них возложены дополнительные функции экспедиторов и судовых агентов.

### Бизнес-брокер
Бизнес-брокер — юридическое или физическое лицо, посредник между продавцом и покупателем готового бизнеса, агент сделок слияния и поглощения бизнеса. Бизнес-брокер выступает медиатором в отношениях двух сторон, работает в интересах процесса сделки.

### Таможенный брокер
Таможенный брокер (таможенный представитель) — юридическое или физическое лицо, которое представляет интересы клиентов при оформлении документов в таможенных органах. Дополнительно может оказывать комплекс логистических услуг при экспортно-импортных операциях.